# Pacific Rugby League Championship 2023
La Pacific Rugby League Championship 2023 fue la segunda edición del torneo de rugby league para las selecciones más fuertes de Oceanía.
El torneo fue organizado por la Australian Rugby League Commission, autoridad que controla la National Rugby League.
En esta edición los participantes se dividieron en dos secciones, según el ranking de la International Rugby League.

## Equipos participantes
- Australia
- Fiyi
- Islas Cook
- Nueva Zelanda
- Papúa Nueva Guinea
- Samoa

## Pacific Cup
|  | Finalistas. |

| Pos. | Equipo        | Encuentros | Encuentros | Encuentros | Encuentros | Tantos  | Tantos    | Tantos     | Puntos |
| Pos. | Equipo        | jugados    | ganados    | empatados  | perdidos   | a favor | en contra | diferencia | Puntos |
| ---- | ------------- | ---------- | ---------- | ---------- | ---------- | ------- | --------- | ---------- | ------ |
| 1    | Australia     | 2          | 2          | 0          | 0          | 74      | 30        | +44        | 4      |
| 2    | Nueva Zelanda | 2          | 1          | 0          | 1          | 68      | 36        | +32        | 2      |
| 3    | Samoa         | 2          | 0          | 0          | 2          | 12      | 88        | -76        | 0      |

Nota: se otorgan 2 puntos al equipo que gane un partido, 1 al que empate y 0 al que pierda

### Partidos
| 14 de octubre | Australia | 38 - 12 | Samoa |  |  |

| 21 de octubre | Nueva Zelanda | 50 - 0 | Samoa |  |  |

| 28 de octubre | Australia | 36 - 18 | Nueva Zelanda |  |  |

### Final
| 4 de noviembre | Australia | 0 - 30 | Nueva Zelanda |  |  |

## Pacific Bowl
|  | Finalistas. |

| Pos. | Equipo             | Encuentros | Encuentros | Encuentros | Encuentros | Tantos  | Tantos    | Tantos     | Puntos |
| Pos. | Equipo             | jugados    | ganados    | empatados  | perdidos   | a favor | en contra | diferencia | Puntos |
| ---- | ------------------ | ---------- | ---------- | ---------- | ---------- | ------- | --------- | ---------- | ------ |
| 1    | Fiyi               | 2          | 2          | 0          | 0          | 65      | 34        | +31        | 4      |
| 2    | Papúa Nueva Guinea | 2          | 1          | 0          | 1          | 62      | 53        | +9         | 2      |
| 3    | Islas Cook         | 2          | 0          | 0          | 2          | 28      | 68        | -40        | 0      |

Nota: se otorgan 2 puntos al equipo que gane un partido, 1 al que empate y 0 al que pierda

#### Partidos
| 15 de octubre | Papúa Nueva Guinea | 46 - 10 | Islas Cook |  |  |

| 22 de octubre | Fiyi | 22 - 18 | Islas Cook |  |  |

| 29 de octubre | Papúa Nueva Guinea | 16 - 43 | Fiyi |  |  |

### Final
| 5 de noviembre | Papúa Nueva Guinea | 32 - 12 | Fiyi |  |  |